# Горошково (Новгородский район)
Горошково — деревня в Новгородском муниципальном районе Новгородской области, входит в состав Борковского сельского поселения.
Горошково расположено в новгородском Поозерье, на левом берегу реки Веряжа, в 3 км от берега озера Ильмень. Ближайшие населённые пункты: деревни Липицы, Заболотье, Завал (на противоположном берегу Веряжи).

## История
Первое упоминание о Горошково можно найти в писцовой книге 1501 года.
В ходе археологических раскопок в районе деревни было обнаружено, что люди населяли это место уже во II тысячелетии до н. э. Неподалёку от городища Сергов Городок археологами были найдены остатки большого раннеславянское селища Горошково. Данные изысканий свидетельствуют и о том, что здешним древним людям была знакома металлургия. Сохранилась также древняя погребальная сопка высотой 3 и диаметром 18 м.
До весны 2010 года деревня входила в состав ныне упразднённого Серговского сельского поселения.

## Население
| 2009 | 2010 |
| ---- | ---- |
| 8    | ↘5   |